# Gorilla Glass
Il Gorilla glass è un vetro prodotto dall'impresa Corning, realizzato di un materiale alcalino-alluminosilicato progettato specificamente per essere sottile, leggero e resistente. È essenzialmente prodotto per essere utilizzato su schermi dei dispositivi elettronici portatili come ad esempio telefoni cellulari, lettori multimediali portatili e schermi per pc portatili. Le caratteristiche peculiari del Gorilla Glass sono la resistenza ai graffi e urti, associato ad un piccolo spessore del vetro.
Il Gorilla Glass è compatibile con la tecnologia RF e permette di avere una grande chiarezza ottica; questo lo rende adatto per schermi in alta definizione e televisivi 3D. Il Gorilla Glass ha permesso alla Corning di guadagnare circa 700 milioni di dollari nel 2011, e viene utilizzato dal 2017 in quasi 4,5 miliardi di dispositivi dai tablet agli ultrabook.

## Gorilla Glass e il processo di fabbricazione
Il Gorilla Glass è un vetro temperato prodotto per mezzo di un processo chimico che comporta, in uno stato di compressione, uno scambio ionico degli ioni di sodio con gli ioni di potassio più grandi del 30% immersi in un bagno fuso di nitrato di potassio ad una temperatura di 400 °C. I più piccoli ioni di sodio lasciano il vetro e vengono sostituiti dagli ioni di potassio appunto mentre sono immersi nel bagno ad alta temperatura. Dato che gli ioni di potassio occupano più spazio, nel momento in cui il vetro si raffredda creano uno stato di sollecitazione di compressione sulla superficie del vetro.
Quello che rende particolare il Gorilla Glass e lo differenzia da altri vetri è il fatto che la Corning è riuscita a far diffondere il potassio fino in profondità creando, in questa maniera, uno stato di alta compressione del vetro in tutto il suo spessore. Per questo motivo il Gorilla Glass è un vetro molto resistente e riesce a evitare la maggior parte dei danni che si procurano durante l'utilizzo quotidiano dei dispositivi portatili. Inoltre il Gorilla Glass è riciclabile.
Il Gorilla Glass viene prodotto a Harrodsburg (Kentucky) negli Stati Uniti e a Shizuoka in Giappone.

## Versioni successive

### Gorilla Glass 2
Nel 2012 la Corning ha annunciato che verrà prodotta una nuova versione del Gorilla Glass che sarà più sottile del 20% ma che riuscirà ad avere le stesse caratteristiche e la stessa resistenza ai graffi. In questo modo potrà essere garantita una maggiore sensibilità al tocco per l'utente e un ottimo feeling.

### Gorilla Glass 3
La Corning ha annunciato la terza generazione che sarà più resistente agli urti e ai graffi. Il prodotto è stato presentato ufficialmente durante il CES 2013 a Las Vegas. Il Gorilla Glass 3 incorpora una caratteristica proprietaria chiamata Native Damage Resistance che riduce le imperfezioni, l'aspetto dei graffi e migliora in generale la compattezza del vetro. Grazie al NDR, il Gorilla Glass 3 è tre volte più resistente a qualsiasi tipo di graffio, riducendone la dimensione del 40% e aumentando la robustezza del 50% rispetto alla generazione precedente. Inoltre un display che usa questa tecnologia è in grado di essere il 20% più sottile senza perdere resistenza.

### Gorilla Glass NBT
Annunciato il 29 luglio 2013, il Gorilla Glass NBT è una versione del Gorilla Glass per notebook con touchscreen, che paragonato al vetro soda-calcico moderno, ha una resistenza dalle 8 alle 10 volte maggiore ai graffi e una maggiore resistenza ad urti.

### Gorilla Glass Antimicrobial
Annunciato il 6 gennaio 2014, Gorilla Glass Antimicrobial è un vetro antimicrobico per dispositivi elettronici. Il primo smartphone ad utilizzarlo è stato lo ZTE Axon.

### Gorilla Glass 4
Annunciato a novembre 2014, il Gorilla Glass 4 promette il doppio della protezione rispetto a Gorilla Glass 3. Nel video dimostrativo della Corning, il cellulare è stato lanciato da un metro di altezza, sopravvivendo alla caduta circa l'80% delle volte.

### Vibrant Gorilla Glass
Annunciato il 19 aprile 2016, Vibrant Gorilla Glass è un tipo di vetro resistente che può essere decorato.

### Gorilla Glass 5
Nel luglio del 2016 viene annunciata la quinta generazione. La Corning con questa versione, garantisce ancor più livelli di resistenza nei confronti dei precedenti modelli. I test effettuati hanno dimostrato che il vetro resiste maggiormente ai graffi ed è rimasto integro l'80% delle volte in cui è stato fatto schiantare al suolo da 1,6 metri.

### Gorilla Glass SR+
Gorilla Glass SR+ è una versione del Gorilla Glass per smartwatch e indossabili.

### gorilla Glass DX e DX+
Gorilla Glass DX e DX+ sono due versioni del Gorilla Glass per smartwatch e indossabili. Rispetto alla precedente, queste versioni migliorano la leggibilità dello schermo, senza sacrificare la resistenza.

### Gorilla Glass 6
Nel luglio del 2018, la Corning annuncia la sesta generazione, fino a due volte più resistente della versione precedente e progettata per resistere a cadute multiple. I test effettuati hanno dimostrato che il vetro è rimasto integro dopo 15 cadute consecutive da 1 metro di altezza.

### Gorilla Glass 3+
Presentato il 23 agosto 2019, Gorilla Glass 3+ è pensato per gli smartphone di fascia media/bassa.

### Gorilla Glass Victus
Gorilla Glass Victus è stato introdotto nel luglio 2020. Corning afferma di avere una resistenza ai graffi doppia rispetto al Gorilla Glass 6. È stato utilizzato ad esempio sul Samsung Galaxy S21 nel 2021.

### Gorilla Glass DX e DX+ (2021)
Annunciati il 22 luglio 2021, queste versioni vengono utilizzate come vetro posteriore delle fotocamere, garantendo la quasi totalità di emissione della luce, rendendo foto e video più nitidi.

### Gorilla Glass Victus+
Annunciato il 9 febbraio 2022 assieme alla serie Galaxy S22, è considerato, dai vari recensori, il più resistente mai realizzato.

## Lista ufficiale di dispositivi con Corning Gorilla Glass
La lista ufficiale dichiarata da Corning di dispositivi progettati con vetro Gorilla Glass è presente sulle pagine del sito ufficiale della società.
I dispositivi ufficialmente progettati con la più recente versione Gorilla Glass Victus sono:
- ASUS ROG Phone 5, 5s, 5s Pro e 5 Ultimate[27];
- ASUS ROG Phone 6 e 6 Pro[27];
- ASUS ZenFone 8[27];
- ASUS ZenFone 9;
- Carbon 1 Mark II (2021);
- Google Pixel 6[28] e 6 Pro;
- Google Pixel 7 e 7 Pro;
- Google Pixel 8 e 8 Pro;
- Motorola Defy;
- Nokia XR20;
- OnePlus 10 Pro;
- OPPO Find N;
- OPPO Find X5 5G e X5 Pro;
- Realme GT2 Pro;
- Samsung Galaxy Note 20 Ultra;
- Samsung Galaxy S21, S21+ e S21 Ultra 5G;
- Samsung Galaxy S22, S22+ e S22 Ultra 5G (Gorilla Glass Victus+);
- Samsung Galaxy Z Fold 3 e Z Flip 3 5G;
- Samsung Galaxy Z Fold 4 e Z Flip 4 5G (Gorilla Glass Victus+);
- Sony Xperia 1 III[28];
- Sony Xperia 1 IV;
- Sony Xperia 5 IV;
- Sony Xperia PRO-I[28];
- Xiaomi 11T e 11T Pro;
- Xiaomi 12[29] e 12 Pro;
- Xiaomi 12S, 12S Pro, 12S Ultra;
- Xiaomi 12X;
- Xiaomi Mi 11[29], Mi 11 Pro e Mi 11 Ultra;
- Xiaomi Mix 4;
- Xiaomi Mix Fold 2;
- Xiaomi Poco F4 GT;
- Xiaomi Redmi K40S[29]:ì;
- Xiaomi Redmi K50 Pro 5G;
- Xiaomi Redmi Note 10 Pro 5G/POCO X3 GT.

Spesso l'uso di Gorilla Glass non viene dichiarato, ad esempio la Apple ha dichiarato l'uso di vetro Gorilla Glass per i propri smartphone solo nel 2012 ed attualmente collabora ancora con Corning e lo Jolla Phone con Sailfish OS, per quanto assente dalla lista, usava un Gorilla Glass 2. Tutti i modelli dalla "serie" iPhone 12 in poi utilizzano un rivestimento speciale, da Apple chiamato Ceramic Shield.